# Adelpha paraena
Espèce
Adelpha paraena  est une espèce de papillons de la famille des Nymphalidae, sous famille des Limenitidinae et du genre des Adelpha.

## Dénomination
Adelpha paraena a été décrit par Henry Walter Bates en 1865 sous le nom initial d' Heterochroa paraena.

### Sous-espèces
- Adelpha paraena paraena; présent au Venezuela, en Équateur, en Bolivie, au Brésil, en Guyana et en Guyane.
- Adelpha paraena lecromi Willmott, 2003; présent en Colombie.
- Adelpha paraena massilia (C. & R. Felder, [1867]); présent au Mexique et à Panama.
- Adelpha paraena reyi Neild, 1996; dans le nord-ouest du Venezuela.
- Adelpha paraena ssp; présent à Panama et en Colombie[1].

### Noms vernaculaires
Adelpha paraena massilia se nomme Massilia Sister en anglais.

## Description
Adelpha paraena est un papillon au dessus marron orné d'une plage jaune proche de l'apex aux ailes antérieures, d'une petite tache jaune à l'angle anal des ailes postérieures, et d'une large bande blanche entre elles.
Le revers est cuivré taché de blanc avec la même bande blanche que sur le dessus.

### Chenille
La chenille est beige annelée de vert et développe de très grandes épines.

## Écologie et distribution
Adelpha paraena est présent  au Mexique, à Panama, au Venezuela,  en Colombie, en Équateur, en Bolivie, au Brésil, en Guyana et en Guyane.

### Protection
Pas de statut de protection particulier.